# Bikramganj
Bikramganj è una città dell'India di 38.391 abitanti, situata nel distretto di Rohtas, nello stato federato del Bihar. In base al numero di abitanti la città rientra nella classe III (da 20.000 a 49.999 persone).

## Geografia fisica
La città è situata a 25° 11' 60 N e 84° 15' 0 E e ha un'altitudine di 76 m s.l.m..

## Società

### Evoluzione demografica
Al censimento del 2001 la popolazione di Bikramganj assommava a 38.391 persone, delle quali 20.329 maschi e 18.062 femmine. I bambini di età inferiore o uguale ai sei anni assommavano a 7.133, dei quali 3.743 maschi e 3.390 femmine. Infine, coloro che erano in grado di saper almeno leggere e scrivere erano 22.251, dei quali 13.614 maschi e 8.637 femmine.